# Napoléon Beaulieu
Napoléon Alcindor Beaulieu (Namen, 21 mei 1805 – Londen, 11 oktober 1872) was een Belgisch luitenant-kolonel en diplomaat. Hij had veel interesse in de opkomende industrialisatie in Pruisen. Koning Leopold I van België verhief hem in de adelstand.

## Levensloop

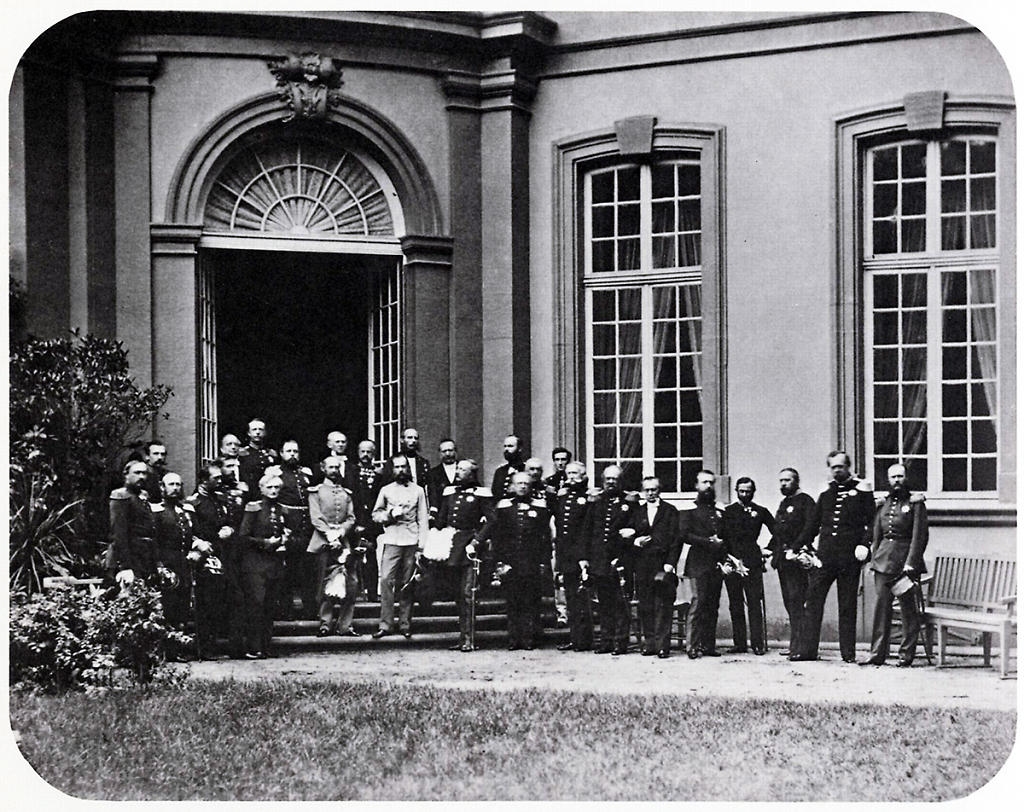
De vorsten van de Duitse Confederatie in Frankfurt am Main. Beaulieu was er jaren Belgisch topdiplomaat.

Van 1822 tot 1827 was Beaulieu korporaal in de artillerie van het Verenigd Koninkrijk der Nederlanden. In 1830, onmiddellijk na de Belgische Revolutie, ging hij in dienst in het Ministerie van Oorlog in België. Hij vervoegde het Belgisch leger met de graad van kapitein. Op het ministerie in Brussel nam hij deel aan de voorbereidingen (1833) van wat later de Conferentie van Londen zou worden (1839). Van 1834 tot 1840 was hij ambassadesecretaris in Berlijn. Generaal Jean-Pierre Willmar, minister van Oorlog, was tevreden over zijn werk en bevorderde Beaulieu tot gevolmachtigd minister aan het koninklijk hof van Pruisen (1840-1845). Door zijn werk in Pruisen kreeg hij bevorderingen tot majoor (1840) en luitenant-kolonel (1845) in het Belgisch leger. 
Van 1845 tot 1855 was Beaulieu diplomaat in Kopenhagen. Hij was geaccrediteerd bij het koninklijk hof van Denemarken, maar ook in Noorwegen, Zweden, Mecklenburg-Schwerin, Mecklenburg-Strelitz, Oldenburg en de Hanzesteden Bremen, Lübeck en Hamburg. Beaulieu was in staat de taksen op goederen voor België te verlagen. Koning Leopold I verhief Beaulieu in de adelstand met de titel van ridder (1851). 
Van 1855 tot 1866 was Beaulieu gevolmachtigd minister voor België bij de Duitse Confederatie in Frankfurt. Het was het hoogtepunt in de carrière van Beaulieu, mede door zijn directe contacten met Duitse vorsten. Leopold I schonk Beaulieu de titel van baron (1857). Baron Beaulieu bepleitte handelsmissies tussen België en de Duitse staten. Vanuit Frankfurt gaf hij ondersteuning aan Belgische diplomaten om de Schelde vrij te kopen van Nederland (1863). Het ging om een omvangrijk handels- en scheepvaartverdrag tussen Nederland en België (12 mei 1863). In deze periode nam Beaulieu ontslag uit het Belgisch leger omdat hij de bevordering tot kolonel had mislopen. Leopold I schonk hem wel de titels van ere-kolonel (1857) en ere-generaal-majoor (1863). Na de Pruisisch-Oostenrijkse veldslag in Sadowa werd de Duitse Confederatie opgeheven (1866). Beaulieu werkte kort in München en Washington (1866-1867). 
In 1867 verhuisde hij naar Den Haag. Beaulieu moest immers meehelpen om de vrije scheepvaart over de Schelde uit te werken met de Nederlandse regering. In 1869 trok hij naar de Belgische ambassade in Londen. Daar bestond zijn taak erin de Belgische spoorwegbelangen bij de Britse regering te ondersteunen. Hij stierf in Mayfair in Londen in het jaar 1872. Hij werd met militaire en diplomatieke eer begraven; het viel de aanwezigen op dat een generaalsuniform op de kist gedrapeerd was. Beaulieu was tweemaal gehuwd geweest en had geen kinderen.

## Werken
Beaulieu publiceerde de volgende werken:
- Notice sur les Ecoles d’Industries en Prusse (Brussel, 1838)
- Coup d’oeil sur l’enseignement industriel dans quelques Etats d’Allemagne (Brussel, 1849)

In deze werken schreef hij zijn bevindingen neer hoe Duitse staten zich industrieel snel ontwikkelden. Hiertoe richtten de Duitsers speciale scholen op.